# Robert Lyons
Robert Lyons (* 7. Mai 1974 in Owosso, Michigan, Vereinigte Staaten) ist ein US-amerikanischer Schauspieler und Regisseur.
Robert Lyons wurde in Michigan geboren, wuchs jedoch ab seinem vierten Lebensjahr in Kansas auf. Er besuchte die Rosemount High School in Rosemount, Minnesota, USA, an der er 1992 auch seinen High-School-Abschluss machte. Lyons studierte Theater und Deutsch und kam 1997 nach Deutschland, um nach eigener Aussage „am Berliner Ensemble zu hospitieren, in Kurzfilmen mitzuwirken, ein Comedy-Programm zu entwickeln“.
Robert Lyons spielte von 2004 bis Mitte 2007 bei „Gute Zeiten, schlechte Zeiten“ die Rolle des Vincent Buhr. Anfang 2007 war er als Regisseur bei der ebenfalls für RTL produzierten Soap Unter uns tätig.